# Leptolejeunea spathulifolia
Leptolejeunea spathulifolia là một loài Rêu trong họ Lejeuneaceae. Loài này được Stephani mô tả khoa học đầu tiên..